# (33960) 2000 NJ9
2000 NJ9 (asteroide 33960) é um asteroide da cintura principal. Possui uma excentricidade de 0.28701510 e uma inclinação de 1.55319º.
Este asteroide foi descoberto no dia 7 de julho de 2000 por LINEAR em Socorro.